# Bozel
Bozel (frankoprovenzalisch: Bozé) ist französische Gemeinde mit 2.024 Einwohnern (Stand: 1. Januar 2022) im Département Savoie in der Region Auvergne-Rhône-Alpes. Sie gehört zum Arrondissement Albertville und zum Kanton Moûtiers. Sie ist außerdem Sitz des Gemeindeverbands Val Vanoise Tarentaise.

## Geographie
Die Gemeinde liegt etwa 35 Kilometer südwestlich von Albertville im Tal des Flusses Doron de Bozel. Nachbargemeinden sind:
- Aime und Mâcot-la-Plagne im Norden,
- Champagny-en-Vanoise im Nordosten,
- Planay im Südosten,
- Saint-Bon-Tarentaise im Süden,
- Montagny im Westen und
- Notre-Dame-du-Pré im Nordwesten.

Der höchste Punkt in der Gemeindegemarkung ist die Bergspitze des Dent du Villard auf 2594 m. ü. M. Weitere Erhebungen sind der Villemartin (1116 m), der Trincave (1263 m), Les Mollinets (1111 m) und Le Ratelard et Lachenal (1350 m). Der Bach Bonrieu mit seinen Zuflüssen entwässert das Gebiet auf der Nordseite, durchquert den Gemeindehauptort und mündet am südlichen Ortsrand in den Doron de Bozel.

## Geschichte
Das Dorf gehörte seinerzeit zur historischen Provinz Tarentaise und hieß um 1170 «Bosellis», um 1691 «Bossel», um 1759 «Bosselles» und um 1764 «Bozeil».

### Bevölkerungsentwicklung
| Jahr                       | 1968 | 1975 | 1982 | 1990 | 1999 | 2006 | 2016 |
| Einwohner                  | 1380 | 1344 | 1504 | 1690 | 1854 | 1975 | 1900 |
| Quellen: Cassini und INSEE |      |      |      |      |      |      |      |